# 中国篮球名人堂
中国篮球名人堂，是中国篮球的最高荣誉殿堂，对中国篮球运动发展作出杰出贡献的个人和集体进行铭刻、致敬、传承，由中国篮球协会组织举荐活动。首届中国篮球名人堂入堂人物于2022年12月3日公布，入堂仪式于2023年4月9日在中国现存最早篮球馆天津青年会南开区东马路会所旧址举办。前五年每年一届，之后视具体情况可能调整为两年一届。

## 举荐机制
中国篮球名人堂评选立足点为“人心公论，行业认可，业界共识”，在机制上设置了“提名” “推举”以及“终审”三个环节，分别由篮球专业机构或从业者群体组成的委员会来进行选择，再由独立鉴证机构统计产生。其中，中国篮球名人堂委员会有“特别提名权”，可增补被提名人，如举荐“特别致敬人物”。

## 入堂人物

### 2022年
- 男运动员：穆铁柱、胡卫东、刘玉栋、王治郅
- 女运动员：宋晓波、丛学娣、郑海霞
- 教练员：蒋兴权、许利民
- 特别致敬人物：张伯苓、舒鸿、董守义、宋君复、唐宝堃、牟作云、张子沛、张长禄、余邦基、杨福鹿、程世春、陈文彬、白金申、钱澄海、杨伯镛
- “新中国篮球运动杰出贡献奖”获奖人（“五十杰”）

### 2023年
- 男运动员：黄柏龄、张卫平、匡鲁彬
- 女运动员：李世华、柳青、李昕
- 教练员：刘贵乙、陈道宏
- 特别贡献人士：龚培山
- 优秀集体：1992年巴塞罗那奥运会中国国家女子篮球队
- 特别致敬集体：八路军第120师战斗篮球队